# Glenurus snowii
Glenurus snowii is een insect uit de familie van de mierenleeuwen (Myrmeleontidae), die tot de orde netvleugeligen (Neuroptera) behoort. 
Glenurus snowii is voor het eerst wetenschappelijk beschreven door Banks in 1907.